# Onze-Lieve-Vrouw van Scherpenheuvel

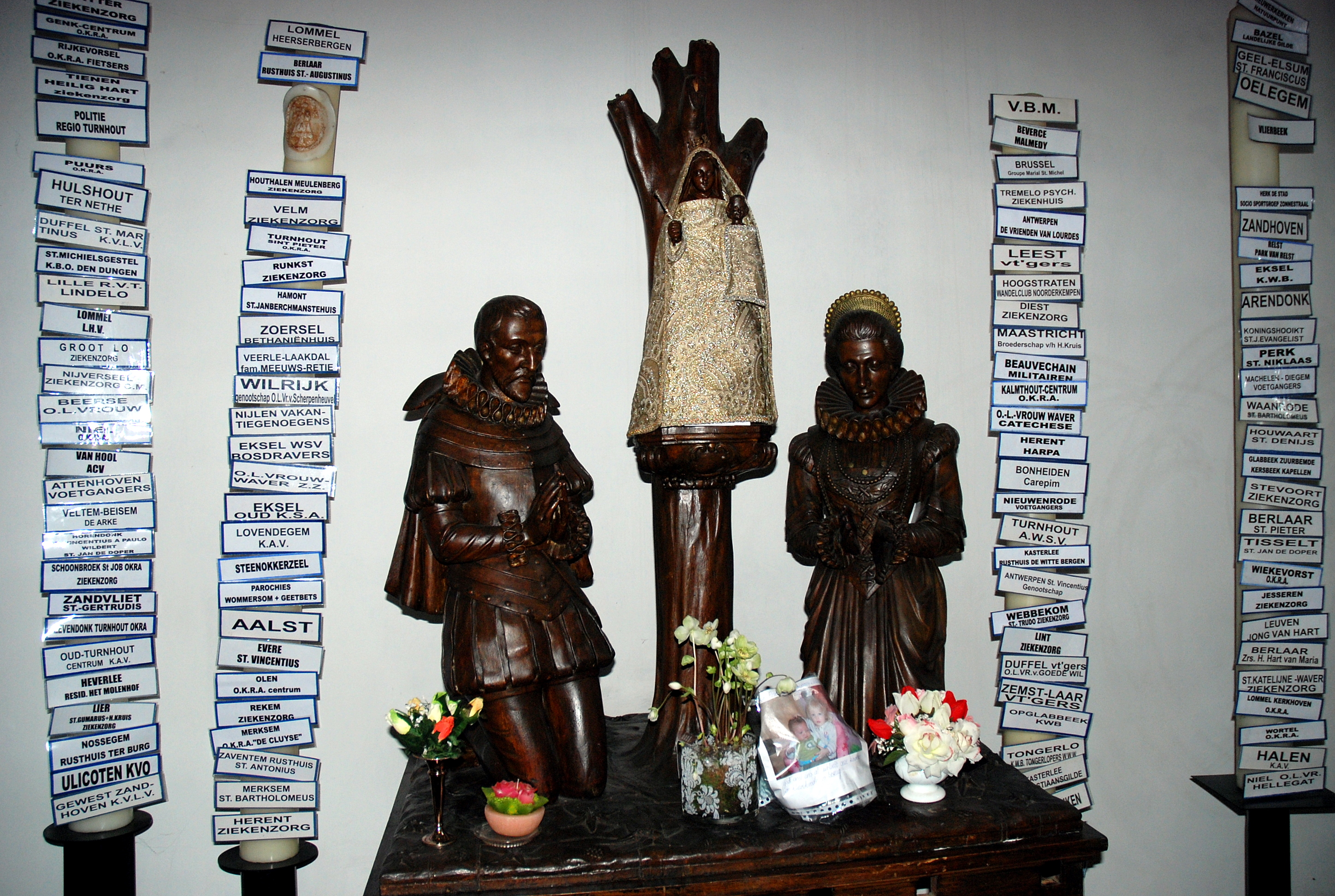
Beeldje van Maria met kindje Jezus in de eik met Albrecht en Isabella, omgeven door ex voto's in de Basiliek van Onze-Lieve-Vrouw van Scherpenheuvel

Onze-Lieve-Vrouw van Scherpenheuvel is de naam gegeven aan Maria die volgens de rooms-katholieke traditie in de late middeleeuwen verscheen op een eik te Zichem. Sindsdien wordt het beeld in de Basiliek van Onze-Lieve-Vrouw van Scherpenheuvel jaarlijks vereerd door duizenden bedevaartgangers.

## Verering
Scherpenheuvel is een van de oudste bedevaartsoorden van België. Tijdens de Contrareformatie was het een populair bedevaartsoord van de aartshertogen Albrecht van Oostenrijk en Isabella van Spanje. Zij schonken verschillende ex voto's aan het genadebeeld. De bloei van Scherpenheuvel piekte in de 17e eeuw. Gelovigen kwamen van heinde en verre te voet om een gunst af te smeken van Maria. Er zouden zich verschillende wonderen hebben voltrokken.

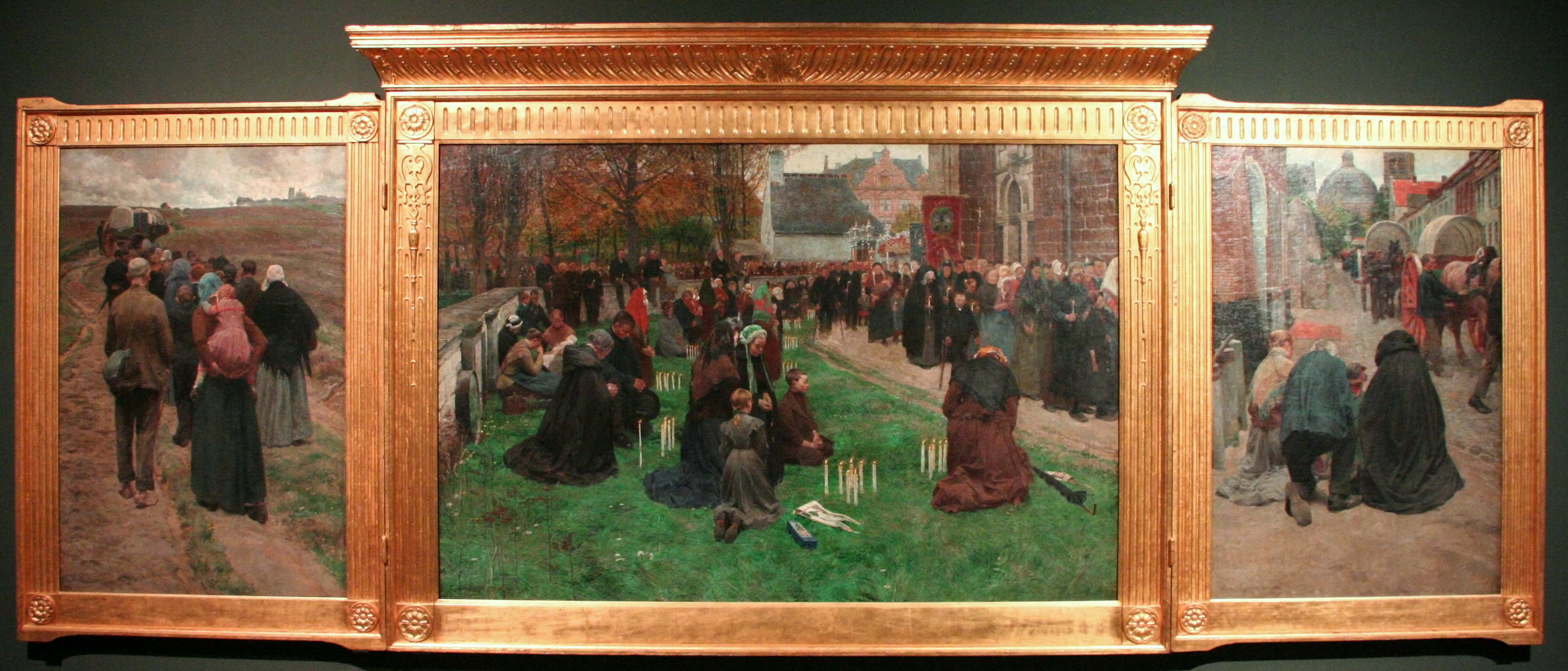
De kaarskensprocessie te Scherpenheuvel van Frans van Leemputten (1903-1905) in het Koninklijk Museum voor Schone Kunsten Antwerpen

De meeste gelovigen offerden kaarsen en geld aan het miraculeuze beeld. Enkele rijke bedevaartgangers schonken mantels voor het beeld, vaak versierd met goudbrokaat en reliëfborduursels; in één geval van kant, versierd met monogrammen en bloemen. Ook werden juwelen en kronen geschonken. Jubilerende bedevaartgangers kunnen een bijzondere zegen van het genadebeeld vragen.
Het genadebeeld werd op 25 augustus 1872 plechtig door kardinaal Deschamps gekroond met toestemming van Paus Pius IX. Paus Benedictus schonk het beeld op 2 februari 2011 een Gouden Roos.

## Georganiseerde bedevaarten

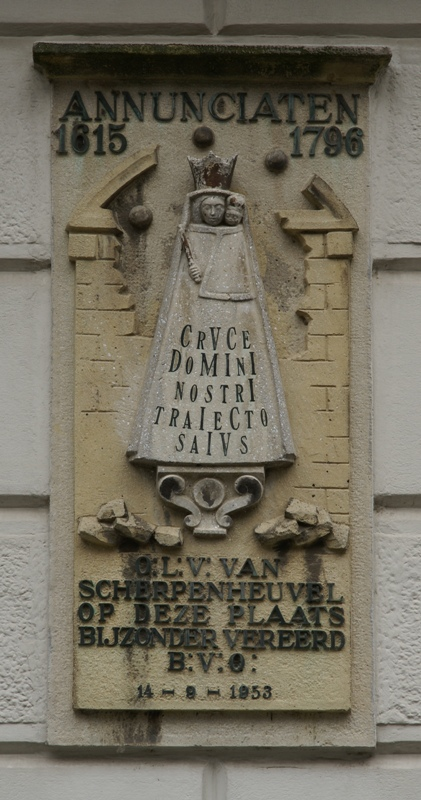
Reliëf te Wyck-Maastricht

Veel pelgrims komen op eigen gelegenheid naar Scherpenheuvel, maar vanouds vinden ook georganiseerde bedevaarten plaats. De opening van het bedevaartseizoen is in de nacht van 30 april op 1 mei, wanneer velen te voet naar de basiliek trekken. Voor de ene is het een bedevaart of een tocht ter bezinning, voor de ander een sportieve prestatie. De "Grote Trek" die vanuit Antwerpen vertrekt is een klassieker waaraan mensen vanuit gans Vlaanderen deelnemen. Opmerkelijk is ook dat heel wat inwoners van Scherpenheuvel zelf deelnemen aan deze tocht. De deelnemers vertrekken om 4 uur van de oude Sint-Willibrorduskerk te Berchem. Ze houden tussenstops in Lier en Aarschot om na een 57 km lange tocht in Scherpenheuvel aan te komen. Ze keren terug met autocars.
Ook vanuit Temse gaat men jaarlijks in mei op voetbedevaart. De 65-km lange tocht - wellicht de langste en verste naar dit bedevaartsoord - start om 4u aan de Onze-Lieve-Vrouwekerk te Temse om rond 19u aan te komen aan de basiliek waar om 20u een feestelijke eucharistieviering plaats heeft.
In de 18e en 19e eeuw waren er vanuit veel meer plaatsen bedevaarten naar Scherpenheuvel. In Maastricht vertrok deze op maandag na de derde zondag na Pasen vanaf het Wittevrouwenklooster op het Vrijthof. Mannen en vrouwen liepen gescheiden, ieder achter zijn eigen parochievaandel, meestal zingend. Er ging tevens een proviandwagen mee. Na 1632 waren processies in Maastricht verboden en moest men eerst op eigen gelegenheid naar Veldwezelt. In Hasselt en Scherpenheuvel werd overnacht. Vanaf 1872 ging men ook per trein. Over deze bedevaart schreef Theodoor Weustenraad in 1830 de satirische roman in dichtvorm De Percessie van Scherpenheuvel. In de kapel van het Annunciatenklooster in Wyck werd een kopie van het beeld vereerd.

## Lied
- Wees met ons, Maget zoet
- op deze reize goed
- en ons wederkeren doet
- vol vreugden in 't gemoed